# Tom DeLonge
Thomas Matthew DeLonge, Jr. (* 13. prosinec 1975, Poway, Kalifornie, USA) je americký zpěvák a kytarista rockových skupin Blink-182, Box Car Racer a Angels & Airwaves.
Narodil se (13. prosince 1975) ve městě Poway v Kalifornii. Jeho matka Connie pracovala v realitní kanceláři a otec Tom senior působil jako vedoucí pracovník v energetické společnosti. Má staršího bratra Shona a mladší sestru Karie.
I když pocházel z dobré rodiny, Tom byl problematické dítě. Velmi brzy objevil alkohol a před svými patnáctými narozeninami byl vyloučen ze školy, protože byl opilý při basketbalu. Do školy se ovšem triumfálně vrátil a jeho kamarádi jej zvolili za navrátivšího se krále. Ve skutečnosti to bylo součástí plánu, jak namíchnout školního správce, který Toma nesnášel (a on jeho také). Byl také znám tím, že budil své rodiče v nočních hodinách troubením na trumpetu. I když se zrovna nezdálo, že je nějak talentovaný na hudbu, zaměřil se na kytaru. O nástroje se začal zajímat na církevním táboře. Někdo si s sebou vzal kytaru a Tom trávil spoustu času hraním na ni. Svoji první kytaru dostal od kamaráda, jehož otec pracoval na skládce. Někdo vyhodil úplně funkční kytaru. A tak se dostala k Tomovi.
Tom objevil punk na prázdninách v Oregonu, kam jel navštívit kamaráda. Tento kamarád byl dychtivý punker a ukázal Tomovi kapely jako např. Stiff Little Fingers, Dinosaur Jr., a The Descendents. Přestože si před tím myslel, že punk není nic víc než jen "rychlej rámus", Tom si hudbu, kterou slyšel, zamiloval. Krátce po střední škole se dal dohromady s kamarádem Markem a založili kapelu, kterou pojmenovali Blink. V roce 2002 založil skupinu Box Car Racer, která vydala pouze jedno album a poté skončila. Po odchodu z Blink-182 založil alternativní rockovou skupinu Angels & Airwaves.
Tom je známý tím, že je posedlý mimozemšťany a vládními spiknutími.

## Současnost
V současnosti se Tom věnuje své kapele Angels & Airwaves, projektu To the Stars a psaní komiksů. Dne 26. ledna 2015 opustil kapelu Blink-182, což ten samý večer popřel, avšak Mark Hoppus a Travis Barker to později potvrdili pro časopis Rolling Stone. 
V říjnu roku 2022 se Tom oficiálně vrátil do kapely Blink-182, načež kapela v opět původním složení vydala úspěšný singl Edging a oznámila nové album a celosvětovou koncertní šňůru. 

## Diskografie

### Blink-182
- Flyswatter (1992), zpěv a kytara
- Buddha (1994), zpěv a kytara
- Cheshire Cat (1994), zpěv a kytara
- Dude Ranch (1997), zpěv a kytara
- Short Music For Short People (1999), kytara
- Enema of the State (1999), zpěv a kytara
- The Mark, Tom, and Travis Show: The Enema Strikes Back (2000), zpěv a kytara
- Take Off Your Pants and Jacket (2001), zpěv a kytara
- Blink 182 (2003), zpěv a kytara

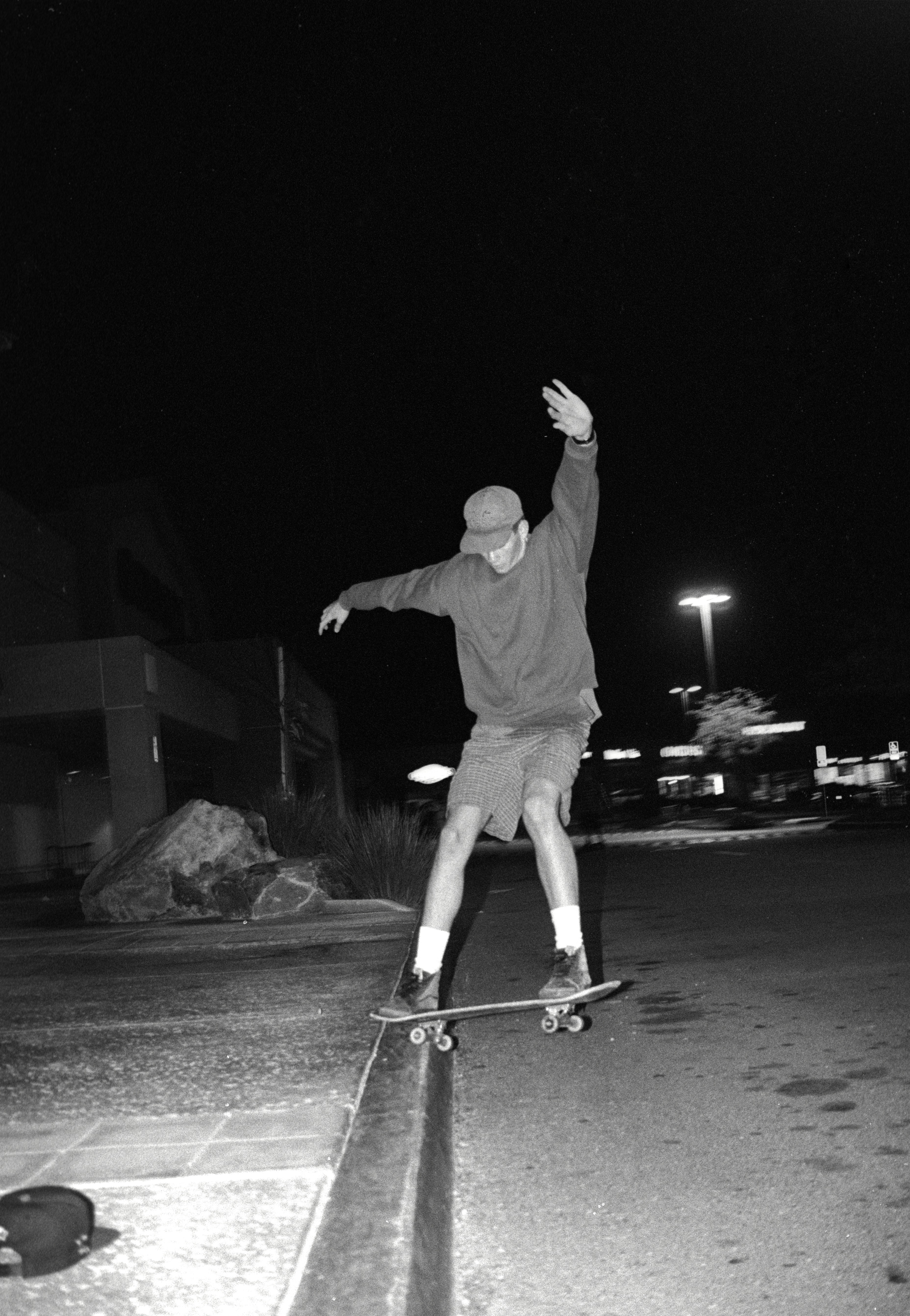

- Greatest Hits (2005), zpěv a kytara
- Neighborhoods (2011), zpěv a kytara

### Angels and Airwaves
- We Don't Need to Whisper (2006), zpěv, kytara a baskytara
- I-Empire (2007), zpěv, kytara
- Love (2010), zpěv, kytara + film Love
- Love: Part 2 (2011), zpěv, kytara

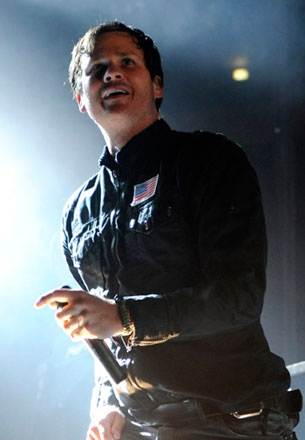

- The Dream Walker (2014), zpěv, kytara, klávesy

### Box Car Racer
- Box Car Racer (2002) zpěv, kytara a baskytara